# Elfenlied
«Elfenlied» (lit. 'canción élfica') es un poema escrito en alemán por Eduard Mörike que fue empleado por Hugo Wolf (1860-1903) en un lied (obra musical para voz y piano), como parte de una serie de 53 lieder dedicados al poeta.

## El poema
| Original en alemán Bei Nacht im Dorf der Wächter rief: Elfe! Ein ganz kleines Elfchen im Walde schlief wohl um die Elfe! Und meint, es rief ihm aus dem Tal bei seinem Namen die Nachtigall, oder Silpelit hätt' ihm gerufen. Reibt sich der Elf' die Augen aus, begibt sich vor sein Schneckenhaus und ist als wie ein trunken Mann, sein Schläflein war nicht voll getan, und humpelt also tippe tapp durch's Haselholz in's Tal hinab, schlupft an der Mauer hin so dicht, da sitzt der Glühwurm Licht an Licht. Was sind das helle Fensterlein? Da drin wird eine Hochzeit sein: die Kleinen sitzen bei'm Mahle, und treiben's in dem Saale. Da guck' ich wohl ein wenig 'nein!« Pfui, stößt den Kopf an harten Stein! Elfe, gelt, du hast genug? Gukuk! | Traducción en castellano Por la noche en el pueblo gritó el vigilante «Once» Un duende muy pequeño estaba dormido en el bosque -¡Son las once! - Y piensa que fue el ruiseñor, le han llamado por su nombre en el valle, o Silpelit podría haber ido por él. Así, el elfo se frota los ojos, sale de su casa de conchas de caracoles, y está igual que un borracho, la siesta no había terminado; y fue tanteando abajo, tanteando por doquier, a través del puente de avellano cruza el valle, se desliza hasta la pared; allí se encuentra al lucero, luz de luces. «¿Por qué están las ventanas iluminadas? Debe haber una boda en su interior; Los niños están sentados festejando, y pierden el tiempo en el salón bailando. Entonces, sólo voy a echar un vistazo en...» ¡Qué vergüenza! se golpea la cabeza contra la piedra dura. Bueno, elfo, tienes suficiente, ¿verdad? ¡Cucú! ¡Cucú! |

## Otras referencias
- El nombre de Elfenlied también aparece en el manga y anime llamado Elfen Lied, y también se emplea dicho poema en su manga.